# Dogen Leonardo Loredan
Dogen Leonardo Loredan är en oljemålning av den italienske konstnären Giovanni Bellini. Det är ett porträtt av Leonardo Loredan från 1501–1502, det vill säga vid samma tidpunkt som när han utnämndes till doge (statsöverhuvud) i republiken Venedig. Målningen ingår sedan 1844 i National Gallerys samlingar i London. 
Under den tidiga renässansen målades många porträtt i profil, men från 1470-talet började konstnärer som Bellini att måla i halvprofil. Detta gav möjlighet till större individualisering av de porträtterade. Dogen framställs här som en värdig och klok man, fylld av mänsklig värme. Bilden saknar de traditionella tecknen på makt; istället förmedlas dogens maktställning genom sättet att avbilda honom. Han bär en ämbetsdräkt av gulddamast, ett importerat dyrbart tyg som demonstrerar Venedig rikedom som handelscentrum. Leonardo Loredan vet att han är iakttagen, men han möter inte betraktarens blick vilket förstärker känslan av upphöjelse. 

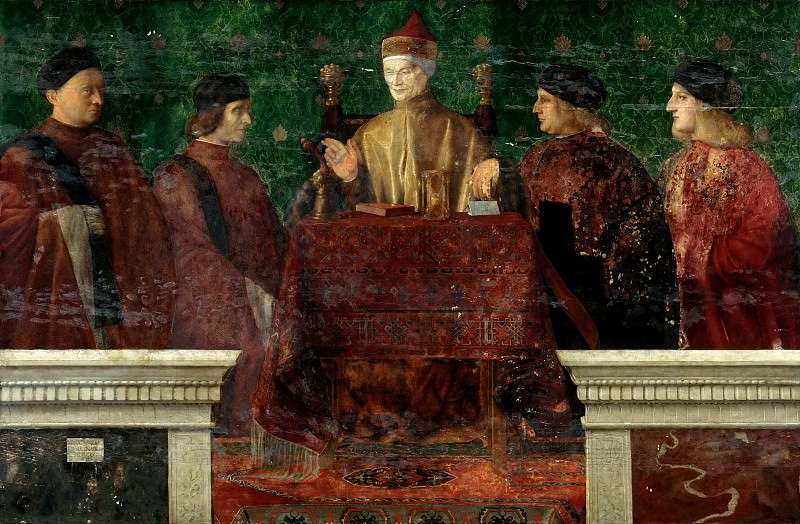
Dogen Leonardo Loredan med sina fyra söner (1507).

Bellini porträtterade dogen återigen 1507; då tillsammans med sina söner. Dogen Leonardo Loredan med sina fyra söner ingår sedan 1935 i Gemäldegaleries samlingar i Berlin. Den förhållandevis stora tavlan (134,5 x 207,5 cm) är utförd med tempera på pannå av poppel. Den är i tämligen dåligt skick och är delvis övermålad.